# Tern-Nunatak
Der Tern-Nunatak ist ein 265 m hoher Nunatak auf King George Island im Archipel der Südlichen Shetlandinseln. Er ragt etwa unmittelbar östlich der Lussich Cove auf, einer Nebenbucht der Admiralty Bay.
Teilnehmer der Fünften Französischen Antarktisexpedition (1908–1910) unter der Leitung des Polarforschers Jean-Baptiste Charcot kartierten ihn, beließen ihn jedoch unbenannt. Der Falkland Islands Dependencies Survey benannte ihn 1949 nach der hier anzutreffenden Antipodenseeschwalbe (Sterna vittata, englisch Antarctic tern).